# Киркук
Кирку́к (араб. كركوك‎, Kirkūk, курд. Kerkûk, کەرکووک, азерб. Kərkük, арам. ܐܪܦܗܐ Arrapha) — город в Ираке, в 236 км к северу от Багдада и 83 км к югу от города Эрбиль. Столица провинции Киркук.
Город расположен на месте древней хурритской южной столицы Аррапха. Город достиг своего расцвета позже, при недолгом господстве ассирийцев (XI—X веках до н. э.). Из-за стратегического географического расположения Киркук был полем битв между тремя империями — Новоассирийского царства, Вавилонии и Мидии, — которые контролировали город в разное время.

## Этимология
Древнее название Киркука — Аррапха (Arrap’ha). Во времена Парфянского царства Korkura/Corcura упоминалась Птолемеем, который, как полагают, под этим названием указывал именно нынешний Киркук или селение Баба Гургур в 5 км от города. В государстве Селевкидов он был известен как Karkha D-Bet Slokh, что означает «Цитадель дома Селевкидов».
Область вокруг Киркука была известна в арамейских и сирийских источниках как «Beth Garmai» (ܒܝܬܓܪܡܝ), что означает «тёплая страна» (в современном курдском — «Garmiyan», «горячая страна»).
После VII века мусульманские писатели использовали название Kirkheni («Цитадель»). Другие использовали иные варианты, например, Bajermi (искажённое арамейское «B’th Garmayeh») или Jermakan (искажённое персидское Garmakan). В найденной в 1927 году у подножия Киркукской цитадели глиняной табличке было отмечено, что на месте Киркука в древности стоял вавилонский город Erekha, но некоторые специалисты считают, что Erekha был лишь одним из районов Аррапхи.

## География
Город расположен в 250 км к северу от столицы Ирака Багдада. Район Киркука находится между горами Загрос на северо-востоке, рекой Заб и рекой Тигр на западе, горами Хамрин (араб. جبل حمرين‎) на юге, и рекой Сирван на юго-востоке.

## Климат
Киркук имеет жаркий пустынный климат, с чрезвычайно жарким, сухим летом и прохладной, дождливой зимой. Снег в последний раз был зафиксирован в 1990 году, 22 февраля 2004 года и 10-11 января 2008 года.
| Показатель                    | Янв. | Фев. | Март | Апр. | Май  | Июнь | Июль | Авг. | Сен. | Окт. | Нояб. | Дек. | Год   |
| ----------------------------- | ---- | ---- | ---- | ---- | ---- | ---- | ---- | ---- | ---- | ---- | ----- | ---- | ----- |
| Средний суточный максимум, °C | 13,8 | 15,7 | 20,1 | 26,3 | 33,7 | 39,8 | 43,2 | 42,8 | 38,7 | 31,4 | 22,6  | 15,8 | 28,66 |
| Средний суточный минимум, °C  | 4,5  | 5,7  | 9,0  | 13,8 | 19,6 | 24,5 | 27,5 | 27,1 | 23,2 | 18,1 | 11,2  | 6,3  | 15,87 |
| Норма осадков, мм             | 68,3 | 66,7 | 57,3 | 44,1 | 13,4 | 0,1  | 0,2  | 0    | 0,7  | 12,4 | 39,1  | 59   | 361,3 |

## История

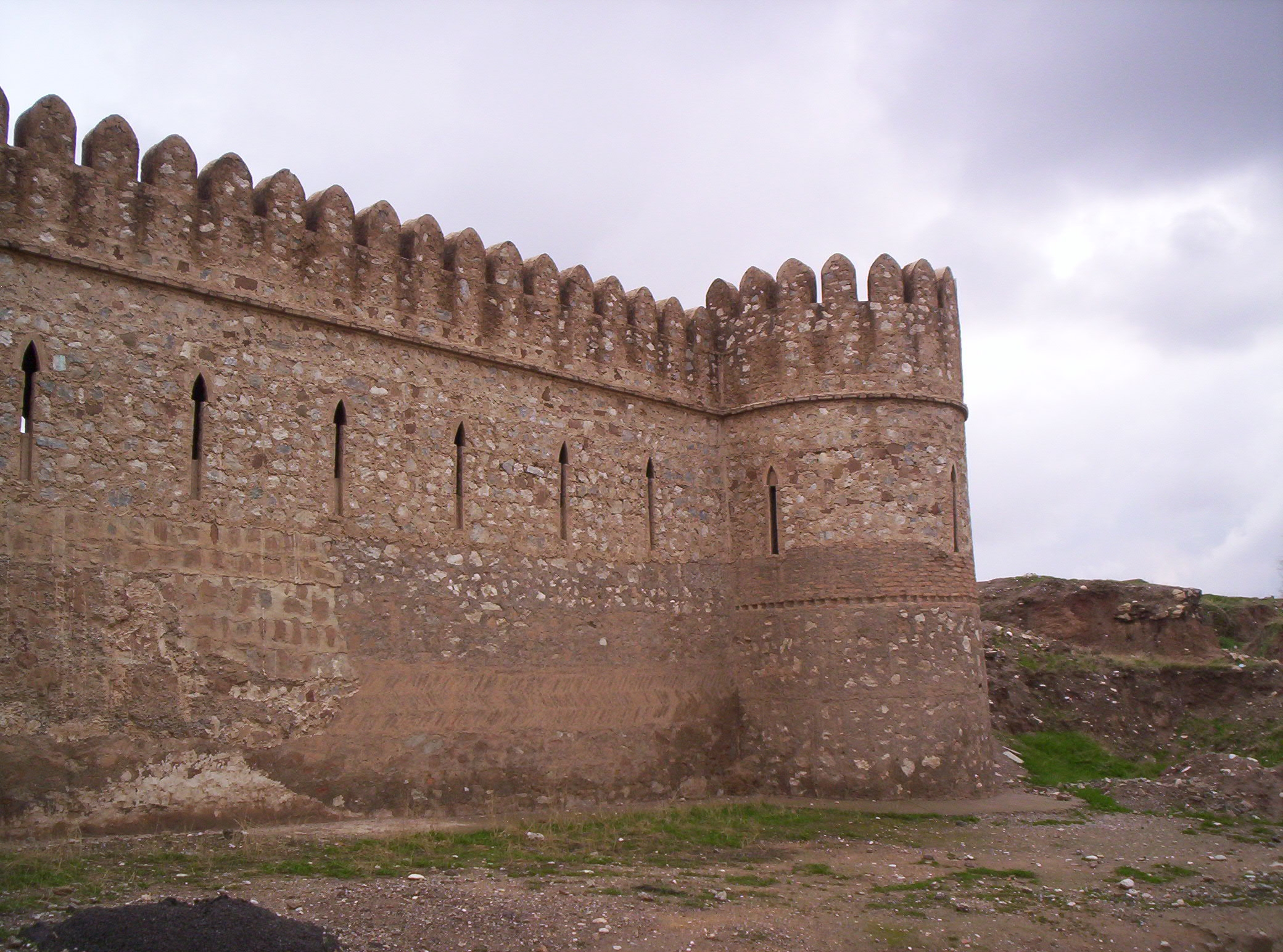
Киркукская цитадель

Археологические находки в посёлке Шанидар позволяют считать Киркук одним из мест, населённых в древности неандертальцами. Также в городе и его окрестностях было найдено большое количество керамики, относящейся к Убейдской культуре.
Город был основан около 2000 года до н. э. жителями гор Загрос, которые были известны как гутии и обитали в низменностях Южной Месопотамии. Аррапха была столицей царства гутиев (Gutium), которое упоминается в клинописных записях от 2400 года до н.э.
Древняя Аррапха была тогда частью империи Саргона Аккадского, известно, что город подвергался набегам луллубеев во время правления Нарам-Суэна.
К середине 2-го тысячелетия до н. э. митаннийцы начали селиться в семитском городе Нузи к югу от Киркука и расширять своё господство, пока не покорили хурритов и ассирийцев. С 1500 до 1360 год до н. э. все цари Ассирии были вассалами королевства Митанни.
После Ахеменидов область перешла под контроль Парфии и Сасанидов, а Киркук был столицей региона Бет-Гармай.

### После исламского завоевания
Мусульмане покорили империю Сасанидов в VII веке нашей эры. Город был частью исламского халифата до X века. Далее Киркуком и прилегающими районами в течение многих лет правили турки-сельджуки. После распада их государства город стал частью владений тюркской династии Зангидов на одно столетие. После монгольского нашествия город стал частью государства Ильханов, пока регион не был завоёван племенами Кара-Коюнлу и Ак-Коюнлу. Османская империя в начале XVI века взяла под свой контроль Ирак, Сирию, Палестину, Египет и Хиджаз. Турецкое правление продолжалось до конца Первой мировой войны.

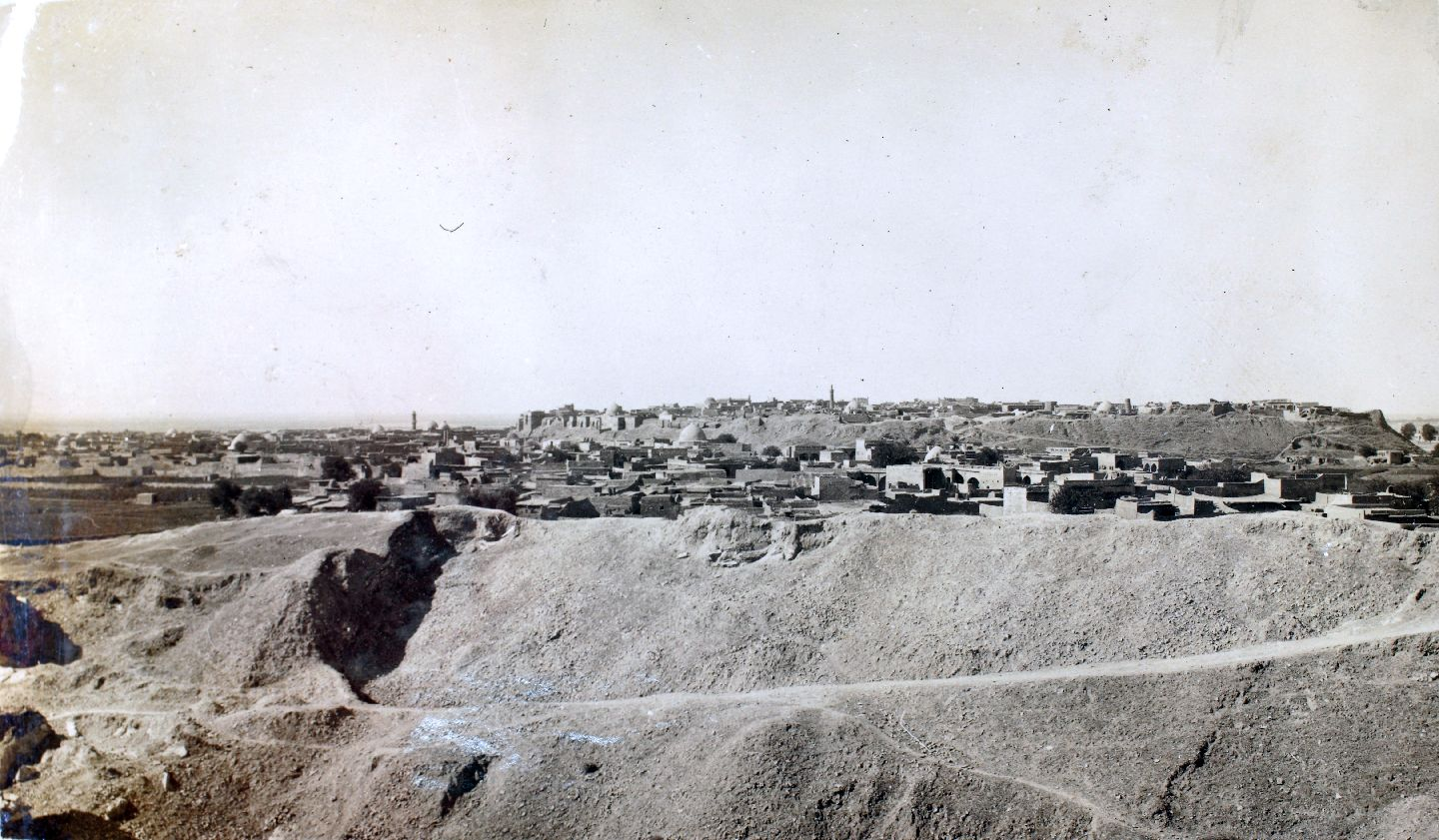
Старый Киркук

### Британская оккупация
В конце Первой мировой войны англичане оккупировали Киркук 7 мая 1918 года. Оставив город примерно через две недели, англичане вернулись в Киркук спустя несколько месяцев после Мудросского перемирия. Киркук избежал неприятностей, вызванных действиями британского протеже Шейха Махмуда, который в итоге попытался бросить вызов британцам и создать свою собственную вотчину в Сулеймании: жители Киркука, в частности шейх Талабани, потребовал исключить город из владений Шейха Махмуда.

### Вступление в Королевство Ирак
После окончания войны Турция при поддержке Великобритании желала получить контроль над вилайетом Мосул (частью которого являлся Киркук). Лозаннский договор 1923 года не решил этот вопрос. По этой причине вопрос о Мосуле был направлен в Лигу Наций. В итоге было приняло решение, что территория к югу от «Брюссельской линии» принадлежит Ираку, и по Анкарскому договору 1926 года Киркук стал частью Королевства Ирак.

### Открытие нефти
В 1927 году иракские и американские нефтяники, работающие по договору концессии в Иракской нефтяной компании (ИНК), добыли нефть у Баба-Гургур возле Киркука. ИНК начал экспорт киркукской нефти в 1934 году, а компания перевела свою штаб-квартиру из Туз-Хомарту в лагерь на окраине Киркука, который они назвали Аррапха в честь древнего города. Аррапха остаётся самым крупным районом города и по сей день. ИНК имела значительное политическое влияние в городе и играл центральную роль в урбанизации Киркука, инициируя жилищное строительство и развитие проектов в сотрудничестве с иракскими властями в 1940—1950-х годах.
Развитие нефтяной промышленности оказало влияние на демографию Киркука. С 1930 года арабы и курды хлынули в город в поисках работы. Киркук, который на тот момент был преимущественно туркменским городом, постепенно переставал быть таковым. В это же время большое число курдов с гор переселялись в безлюдные, но возделываемые сельские районы округа Киркук. Приток курдов в Киркук продолжился в 1960-е годы. По данным переписи населения 1957 года, население Киркука на 37,63 % состояло из иракских туркмен, на 33,26 % — из курдов и менее чем на 23 % — из арабов.
Месторождение Киркук остаётся основой добычи нефти на севере Ирака — 1,6 км³ доказанных запасов нефти, оставшихся в стране по состоянию на 1998 год. После семи десятилетий разработки Киркук всё ещё даёт до одного миллиона баррелей нефти в день, почти половину всего экспорта иракской нефти.
Однако нефтедобыче мешает политическая нестабильность в регионе. С апреля 2003 года по конец декабря 2004 года было зафиксировано 123 нападения на иракскую энергетическую инфраструктуру, в том числе на трубопроводы. В ответ на эти нападения, которые стоят Ираку миллиардов долларов в виде недополученных от экспорта нефти доходов и расходов на ремонт, американские военные создали Целевую группу «Щит» для защиты энергетической инфраструктуры Ирака и трубопровода Киркук-Джейхан в частности.

### О включении Киркука в Курдскую Автономию по соглашению 1970 года
На бумаге Соглашение об автономии 11 марта 1970 года признало легитимность курдского участия в правительстве и преподавания курдского языка в школах. Тем не менее, решение по статусу курдских районов Ирака было отложено до проведения переписи. Проведённая в 1977 году перепись продемонстрировало уверенное курдское большинство в городе Киркук и окружающих районах. В июне 1973 года лидер курдских партизан мулла Мустафа Барзани заявил о недействительности соглашения курдов с Баас и официально объявил месторождения Киркука собственностью курдов.
Багдад расценил это как объявление войны и в марте 1974 года в одностороннем порядке отменил статус курдской автономии. По новому проекту автономии из его состава были исключены наиболее богатые нефтью районы Киркука, Ханакина и Синджара. В рамках административной реформы шестнадцать провинций страны (акиматы) были переименованы, а в некоторых случаях были изменены их границы. Старая провинция Киркук была разделена пополам. Территория вокруг самого города была названа Ат-Тамим (араб. التأميم‎).
По данным Human Rights Watch.
Арабизация Киркука и других богатых нефтью регионов — не новое явление. К середине 1970-х годов правительство партии Баас, захватившей власть в 1968 году, приступило к согласованной кампании, чтобы изменить демографический состав многонационального Киркука. В рамках кампании применялись массовые переселения десятков тысяч семей этнических меньшинств из Киркука, Синджара, Ханакина и других областей в специально построенные лагеря переселения. Эта политика была усилена после неудачного курдского восстания в марте 1991 года. Иракские власти также изъяли имущество сторонников восстания.
В 1980е годы Киркук являлся одним из крупнейших городов Ирака с численностью населения около 650 тыс. человек, основой экономики в это время являлись нефтедобыча, нефтепереработка и химическая промышленность.

### Киркук после 2003 года
Американские и британские военные силы в марте 2003 года возглавили вторжение в Ирак с целью свержения Саддама Хусейна и партии Баас. С апреля 2003 года тысячи вынужденно перемещённых курдов вернулись в Киркук и другие арабизированные регионы, вернув свои дома и земли, которые были к тому времени заняты арабами из центральной и южной части Ирака.
Под руководством главы американской оккупационной администрации Пола Бремера 24 мая 2003 года в Киркуке был избран первый городской совет в истории. Каждая из четырёх основных этнических групп города направила в совет делегацию из 39 членов, из которых им было позволено выбрать шесть. Ещё шесть членов совета были отобраны из 144 делегатов, представлявших независимые социальные группы, такие как учителя, юристы, религиозные лидеры и художники. После формирования совета туркмены и арабы жаловались, что курды провели пять своих делегатов как независимых кандидатов.
2 октября 2003 года в СМИ появилась информация, что беглого президента Ирака Саддама Хусейна видели в Киркуке в конце сентября, однако, эта информация вероятнее всего являлась ложной, поскольку 13 декабря 2003 в ходе операции «Красный рассвет» Саддам был арестован в Эд-Дауре, но не в Киркуке.
В августе 2011 года пять церквей в Киркуке были повреждены бомбами.
12 июля 2013 года в Киркуке в результате атаки террориста-смертника в кафе были убиты 38 человек. Накануне более 40 человек погибли в серии взрывов и перестрелок по всей территории Ирака, в том числе в Киркуке.
12 июня 2014 года город был занят курдскими отрядами, когда иракская армия бежала после наступления войск Исламского государства.
30 января 2015 года боевики Исламского государства атаковали Киркук, чтобы отвлечь курдское ополчение Пешмерга от наступления на занятый боевиками Мосул.
21 октября 2016 года боевики ИГ напали на город Киркук. Им удалось занять 7 кварталов города, а также освободить заключённых из местной тюрьмы. Через несколько часов иракская армия выбила боевиков ИГ из города. По мнению экспертов, боевики произвели отвлекающий манёвр, чтобы помешать войскам коалиции сосредоточиться вокруг Мосула.
25 сентября 2017 года в городе и одноимённой мухафазе был проведён референдум о вхождении в Иракский Курдистан и независимости последнего. В ответ, в середине октября того же года, иракские войска начали военную операцию против Пешмерги. 16 октября Киркук перешёл под контроль иракских правительственных сил.

## Экономика

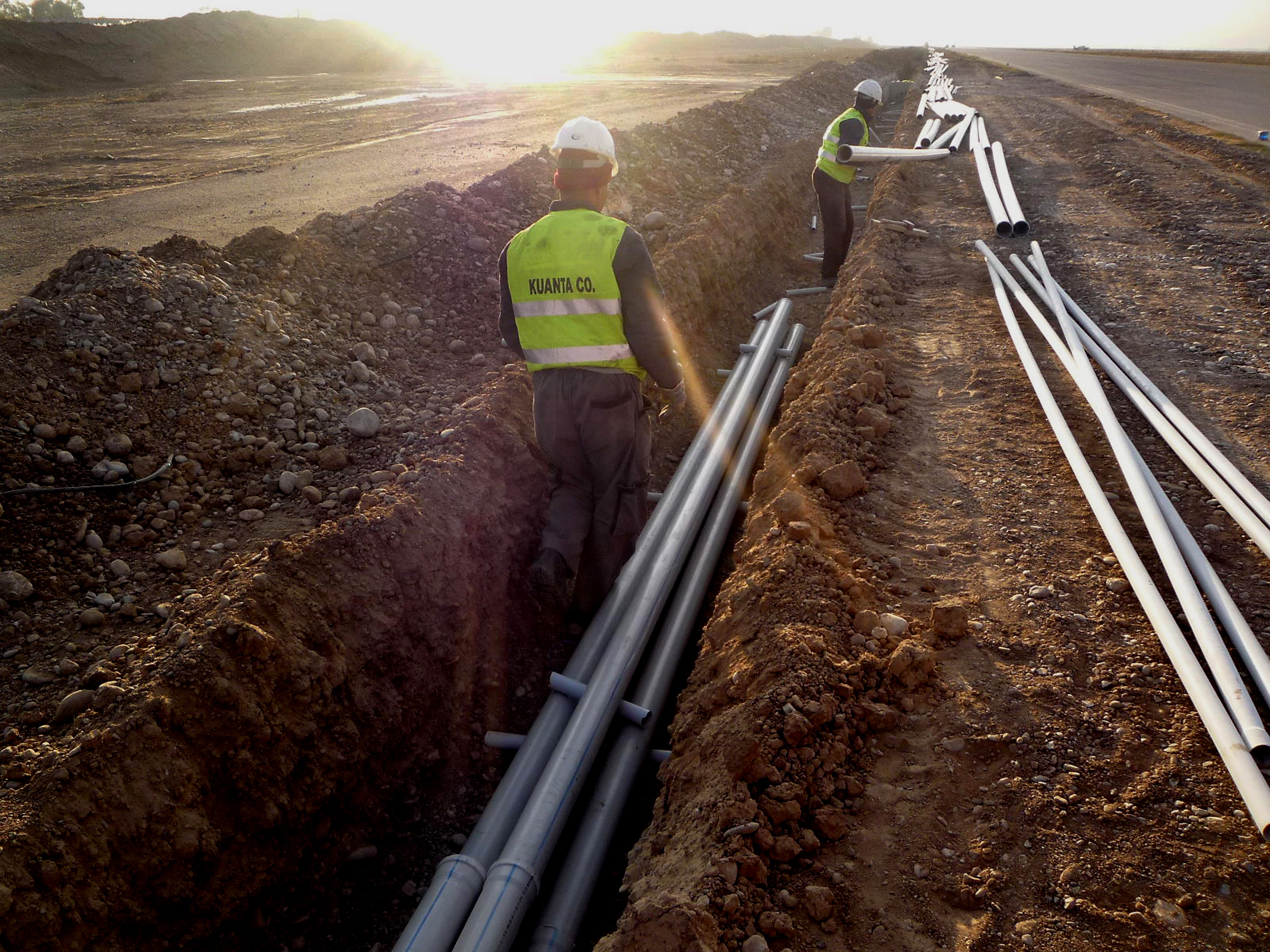
Восстановление нефтяной инфраструктуры Киркука

Киркук — центр нефтяной промышленности на севере Ирака. Месторождение Киркук, открытое в 1927 году и разрабатываемое с 1934 года, одно из крупнейших в мире.

## Основные достопримечательности
Древние архитектурные памятники Киркука включают в себя:
- Киркукскую цитадель (IX век до н. э.)
- Кишла (казармы османской армии)
- Могила пророка Даниила (оспаривается)
- рынок Базари-Пирехмерд.

Археологические памятники Джармо и Нузи находятся на окраине современного Киркука. В 1997 году появились сообщения, что правительство Саддама Хусейна планирует «снести историческую цитадель Киркука с его мечетями и древними церквями».
Архитектурное наследие Киркука серьёзно пострадало во время Второй мировой войны (некоторые домусульманские ассирийские христианские памятники были разрушены) и совсем недавно, во время войны в Ираке. Британский журналист Саймон Дженкинс сообщил в июне 2007 года, что «восемнадцать древних святынь были утеряны, десять в Киркуке и восемь южнее».